# Mont Valeur
Mont Valeur är en bergstopp i Schweiz. Den ligger i distriktet Monthey och kantonen Valais, i den sydvästra delen av landet, 80 km sydväst om huvudstaden Bern. Toppen på Mont Valeur är 2 146 meter över havet.